# Vicariato apostólico de Esmeraldas
El vicariato apostólico de Esmeraldas (en latín: Vicariatus Apostolicus Esmeraldensis) es una circunscripción eclesiástica de la Iglesia católica en Ecuador. Se trata de un vicariato apostólico latino, inmediatamente sujeto a la Santa Sede. Desde el 5 de julio de 2021 su vicario apostólico es el obispo Antonio Crameri, de la Sociedad de Sacerdotes de San José Benito Cottolengo.

## Territorio y organización

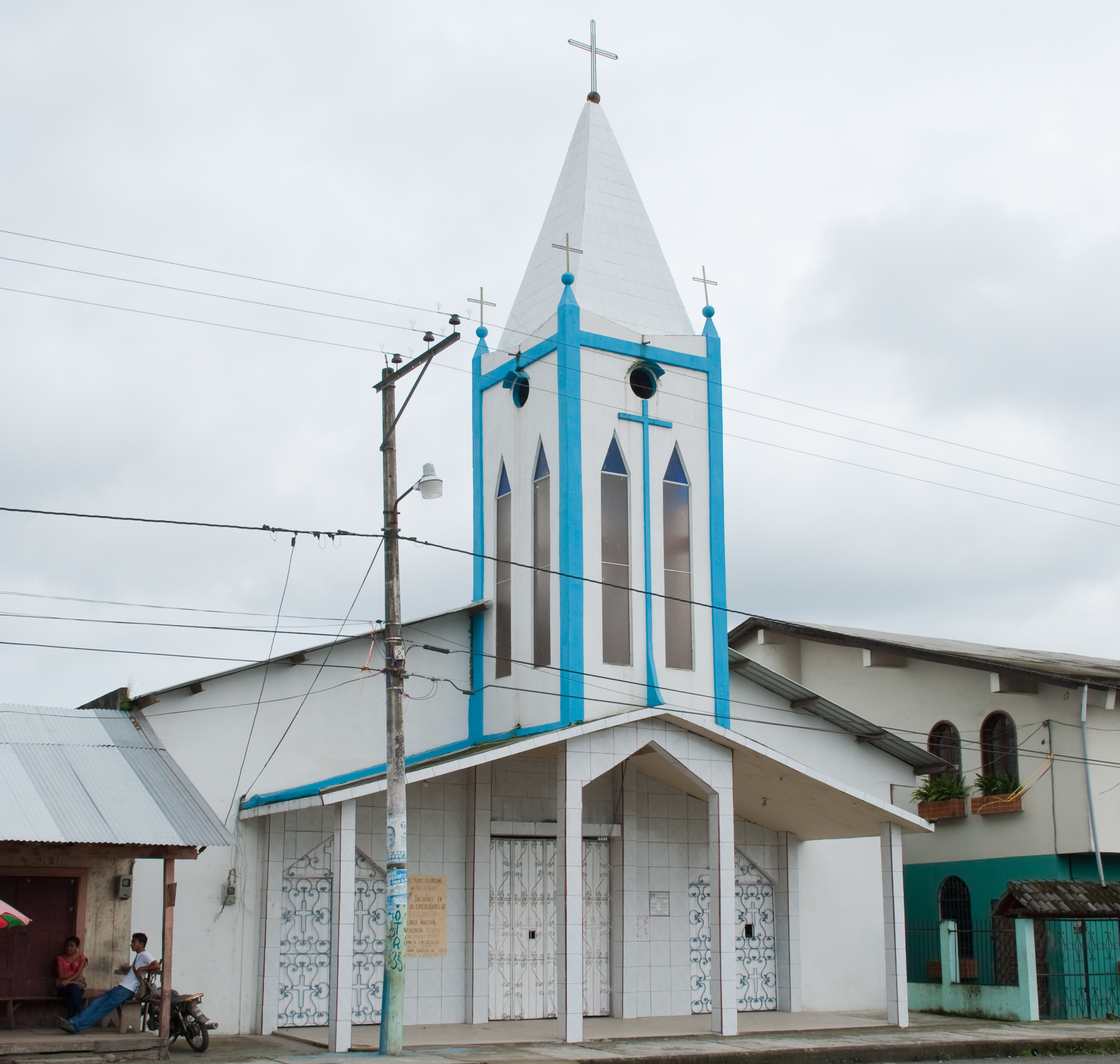
Iglesia parroquial de La Unión

El vicariato apostólico tiene 15 260 km² y extiende su jurisdicción sobre los fieles católicos de rito latino residentes en la provincia de Esmeraldas.
La sede del vicariato apostólico se encuentra en la ciudad de Esmeraldas, en donde se halla la Catedral de Cristo Rey.
En 2022 en el vicariato apostólico existían 26 parroquias.

## Historia

### Prefectura apostólica
La prefectura apostólica de Esmeraldas fue erigida el 14 de diciembre de 1945 mediante la bula Ad dominicum gregem del papa Pío XII, obteniendo el territorio de la diócesis de Portoviejo (hoy arquidiócesis de Portoviejo).
El único prefecto apostólico fue el P. Hieroteo de la Santísima Virgen del Carmen Valbuena Álvarez, quien fue elegido el 25 de octubre de 1946.

### Vicariato apostólico
El 14 de noviembre de 1957 la prefectura apostólica fue elevada a vicariato apostólico mediante la bula Solet Apostolica del papa Pío XII.
El primer obispo vicario apostólico de Esmeraldas fue Angelo Barbisotti, quien fue elegido al mismo tiempo, siendo ordenado el 2 de febrero de 1958.

## Estadísticas
Según el Anuario Pontificio 2023 el vicariato apostólico tenía a fines de 2022 un total de 492 503 fieles bautizados.
| Año                                                                             | Población            | Población | Población      | Sacerdotes | Sacerdotes    | Sacerdotes    | Bautizados por sacerdote | Diáconos permanentes | Religiosos | Religiosos | Parroquias |
| Año                                                                             | Bautizados católicos | Total     | % de católicos | Total      | Clero secular | Clero regular | Bautizados por sacerdote | Diáconos permanentes | Varones    | Mujeres    | Parroquias |
| ------------------------------------------------------------------------------- | -------------------- | --------- | -------------- | ---------- | ------------- | ------------- | ------------------------ | -------------------- | ---------- | ---------- | ---------- |
| 1950                                                                            | 73 000               | 80 000    | 91.3           | 13         | 1             | 12            | 5615                     |                      | 13         | 9          | 4          |
| 1966                                                                            | 125 000              | 140 000   | 89.3           | 27         |               | 27            | 4629                     |                      | 34         | 39         | 11         |
| 1968                                                                            | ?                    | 163 585   | ?              | 30         |               | 30            | ?                        |                      | 37         | 35         | 14         |
| 1976                                                                            | 212 000              | 215 000   | 98.6           | 37         | 4             | 33            | 5729                     |                      | 48         | 69         | 16         |
| 1980                                                                            | 243 736              | 273 827   | 89.0           | 37         | 13            | 24            | 6587                     |                      | 34         | 77         | 17         |
| 1990                                                                            | 307 000              | 366 000   | 83.9           | 39         | 14            | 25            | 7871                     |                      | 34         | 82         | 17         |
| 1999                                                                            | 370 000              | 415 000   | 89.2           | 40         | 15            | 25            | 9250                     |                      | 36         | 118        | 22         |
| 2000                                                                            | 408 330              | 490 000   | 83.3           | 50         | 24            | 26            | 8166                     |                      | 34         | 115        | 22         |
| 2001                                                                            | 408 330              | 490 000   | 83.3           | 55         | 32            | 23            | 7424                     |                      | 33         | 130        | 22         |
| 2002                                                                            | 416 324              | 490 000   | 85.0           | 54         | 27            | 27            | 7709                     |                      | 36         | 130        | 22         |
| 2003                                                                            | 425 917              | 490 000   | 86.9           | 50         | 25            | 25            | 8518                     |                      | 34         | 129        | 22         |
| 2004                                                                            | 434 105              | 490 000   | 88.6           | 52         | 29            | 23            | 8348                     | 8                    | 31         | 117        | 22         |
| 2010                                                                            | 493 000              | 542 000   | 91.0           | 56         | 33            | 23            | 8803                     | 8                    | 28         | 136        | 22         |
| 2014                                                                            | 427 928              | 520 000   | 82.3           | 60         | 37            | 23            | 7132                     | 9                    | 29         | 114        | 24         |
| 2017                                                                            | 459 934              | 557 263   | 82.5           | 57         | 40            | 17            | 8069                     | 9                    | 29         | 123        | 25         |
| 2020                                                                            | 488 000              | 588 120   | 83.0           | 57         | 41            | 16            | 8561                     | 9                    | 25         | 128        | 26         |
| 2022                                                                            | 492 503              | 605 053   | 81.4           | 60         | 40            | 20            | 8208                     | 9                    | 29         | 128        | 26         |
| Fuente: Catholic-Hierarchy, que a su vez toma los datos del Anuario Pontificio. |                      |           |                |            |               |               |                          |                      |            |            |            |

## Episcopologio

### Prefecto apostólico
| Nombre del titular                                                       | Período                                   | Fin del cargo (razón) |
| ------------------------------------------------------------------------ | ----------------------------------------- | --------------------- |
| P. Hieroteo de la Santísima Virgen del Carmen Valbuena Álvarez, O.C.D. † | 25 de octubre de 1946-28 de julio de 1954 | Renunció              |

### Obispos vicarios apostólicos
| Escudo | Nombre del titular                     | Título adicional                         | Período                                          | Fin del cargo (razón) |
| ------ | -------------------------------------- | ---------------------------------------- | ------------------------------------------------ | --------------------- |
|        | Angelo Barbisotti, F.S.C.I. †          | Obispo titular de Canus                  | 14 de noviembre de 1957-17 de septiembre de 1972 | Falleció              |
|        | Enrico Bartolucci Panaroni, M.C.C.I. † | Obispo titular de Cástulo                | 14 de junio de 1973-10 de febrero de 1995        | Falleció              |
|        | Eugenio Arellano Fernández, M.C.C.I.   | Obispo titular de Cellae en Proconsulari | 1 de junio de 1995-5 de julio de 2021            | Retirado              |
|        | Antonio Crameri, S.S.C.                |                                          | Desde el 5 de julio de 2021                      |                       |